# Janslunda
Janslunda är en herrgård i Överselö socken, Strängnäs kommun, på nordvästra delen av Selaön, 10 kilometer från Strängnäs.
Janslunda hette tidigare Lothslunda, men bytte namn till Johanneslunda i samband med att det 1638 donerades till Johannes Matthiæ Gothus. Under 1700-talet hörde godset till släkten Franc, köptes 1860 av Ludvig Theodor Almqvist. En ny huvudbyggnad uppfördes 1890. 1950 omfattade godset ännu 518 hektar, varav 211 hektar åker och stora grustag.